# İsmet Akpınar
İsmet Akpınar (Hamburgo, 22 de mayo de 1995) es un jugador de Baloncesto alemán de ascendencia turca. Mide 1,90 metros de altura y ocupa la posición de base. Pertenece a la plantilla del Türk Telekom B.K. de la Basketbol Süper Ligi. Su hermano mayor Mutlu es jugador de baloncesto profesional en Turquía.

## Carrera profesional
En la temporada 2011-2012 con 16 años, ya jugaba regularmente en el SC Rist Wedel de la ProB. En la siguiente temporada promedió 20 min por partido. En 2012 jugando en el filial de la NBBL, el Piraten Hamburg, fue nombrado Novato del Año, después de que un año antes fuera nombrado MVP de la JBBL. En la victoria de Piraten Hamburg contra Metropol Baskets Ruhr en febrero de 2013, Akpinar batió el récord de puntos anotados en la NBBL con 49.
En la temporada 2013-2014 fichó por el ALBA Berlin, la primera temporada la pasó principalmente en el equipo de la NBBL. Con Akpinar llegaron a la Final-Four de la NBBL, donde consiguieron ganar el campeonato, cosa que no hacían desde 2009. Posteriormente fue nombrado MVP de la Final-Four. Solo jugó 5 partidos con el primer equipo incluyendo la final de la liga que perdieron contra el Bayern Múnich.
El 26 de junio de 2023 fichó por el Galatasaray Nef de la Basketbol Süper Ligi turca (BSL).
El 5 de junio de 2024 fichó por Türk Telekom, también de la Basketbol Süper Ligi.

## Selección nacional
Akpınar representó a Alemania en las categorías juveniles desde la Sub-15 hasta la Sub-20 entre 2010 y 2015.
Con la selección mayor disputó el Eurobasket 2017 y la Copa Mundial de Baloncesto de 2019 entre otros torneos. 